# Spädstarr
Spädstarr (Carex disperma) är en flerårig gräslik växt inom släktet starrar och familjen halvgräs. Spädstarr växer i glesa mattor ofta ihop med repestarr, med mycket fina veka strån som i regel är överhängande. De har blekbruna basala slidor och ljusgröna veka blad som blir från 1 till 1,5 mm breda. Spädstarrens axsamling blir från två till fem cm och har tre till sex ax, har en till två hanblommor upptill och två till tre honblommor nertill i varje ax. De nedre axen är åtskilda upp till två cm. De gulvita axfjällen blir cirka två mm, är spetsiga och hinnartade. De blanka gulgröna till brunaktiga fruktgömmeena blir från 2,5 till 3 mm, har svaga nerver och kort slät näbb. Spädstarr blir från 20 till 50 cm hög och blommar från juni till juli.

## Utbredning
Spädstarr är ganska sällsynt i Norden, men återfinns vanligtvis på näringsrik, gärna översilad mark, såsom sumpskogar, helst vid källdrag och småbäckar. Dess utbredning sträcker sig till norra och mellersta Finland samt stora delar av norra och mellersta Sverige.